# Municipio de Danton
El municipio de Danton (en inglés: Danton Township) es un municipio ubicado en el condado de Richland en el estado estadounidense de Dakota del Norte. En el año 2010 tenía una población de 135 habitantes y una densidad poblacional de 1,49 personas por km².

## Geografía
El municipio de Danton se encuentra ubicado en las coordenadas 46°14′19″N 97°4′19″O / 46.23861, -97.07194. Según la Oficina del Censo de los Estados Unidos, el municipio tiene una superficie total de 90.8 km², de la cual 90,8 km² corresponden a tierra firme y (0 %) 0 km² es agua.

## Demografía
Según el censo de 2010, había 135 personas residiendo en el municipio de Danton. La densidad de población era de 1,49 hab./km². De los 135 habitantes, el municipio de Danton estaba compuesto por el 98,52 % blancos, el 1,48 % eran amerindios. Del total de la población el 0 % eran hispanos o latinos de cualquier raza.